# Caravanti
Caravanti o Caravantius era germanastre del rei Gentius d'Il·líria.
Gentius tenia un germà, Plator i un mig germà (per part de mare), aquest Caravantius, però el rei no li tenia molta confiança, ja que el seu pare era d'extracció humil. Però encara es fiava menys de Plator, al que va fer matar junt amb els seus dos fills Ettritus i Epicadus.
Durant la tercera guerra il·líria, quan els romans es van presentar a Il·líria el rei va reunir el seu exèrcit (uns 15.000 homes) al riu Lissus. Caravantius amb 1.000 infants i 500 cavallers va ser enviat contra els cavis, un poble il·liri que no obeïa a Gentius, que mentrestant va avançar cap a Bassània, una ciutat a pocs quilòmetres del Lissus. Els cavis eren favorables als romans i quan Caravanti els va demanar de sotmetre's van preferir aguantar un setge i no rendir-se; no obstant la ciutat de Durnium, una de les dels cavis, va obrir portes a Caravanti, però una ciutat que es deia Caravandis, els va tancar i quan va atacar la rodalia i va saquejar els camps va patir nombroses baixes.
Els romans estaven, mentre, acampats al riu Genesus i se'ls havien reunit contingents del ballins, els apol·loniats i els dirraquians, i es van assabentar d'una possible aliança entre Perseu de Macedònia i Gentius i van decidir començar les hostilitats. El pretor Luci Anici Gal, que era a Apol·lònia, es va reunir amb el gros de les forces romanes al Genesus que dirigia Appi Claudi (primavera del 168) aportant a més a més 2000 infants i 200 cavallers dels partins (parthini) dirigits per Epicadus (infanteria) i Algalus (cavalleria).
Per una manca d'un part del text de Titus Livi els fets no són prou coneguts, però no hi ha dubte que els romans van derrotar els il·liris i Caravanti va ser fet presoner. Tant ell com el rei Gentius i altres membres de la família reial van desfilar durant les celebracions del triomf d'Anici Gal.